# Cavariella kamtshatica
Cavariella kamtshatica är en insektsart. Cavariella kamtshatica ingår i släktet Cavariella och familjen långrörsbladlöss. Inga underarter finns listade i Catalogue of Life.